# Desmuntant Harry
Desmuntant Harry (títol original en anglès Deconstructing Harry) és una pel·lícula estatunidenca dirigida per Woody Allen, estrenada el 1997. Allen fa el paper del títol: Harry, un escriptor turmentat, la vida patètica del qual es barreja de vegades amb les notícies que escriu. S'ha doblat al català.

## Argument[3]
Harry Block (el cognom és pel "writer's block", bloqueig de l'escriptor. Potser es tracti també d'una referència a Antonius Block, protagonista d'El setè segell, d'Ingmar Bergman.) acaba de treure una novel·la en la qual esbomba tots els detalls de la seva vida privada. Rebutjat pels seus partidaris arran de les indiscrecions que hi fa, no hi ha ningú que l'acompanyi a rebre un premi que li donarà la Universitat on va estudiar. Aleshores segresta el seu fill (davant la negativa de la mare, la seva exmuller, perquè l'acompanyi), paga una prostituta i fa el viatge amb ella i un amic. Durant el viatge, molts dels seus personatges de ficció s'encarnaran, confonent-se amb la realitat.

## Comentari
Es tracta d'una comèdia negra, on es troben alguns dels temes preferits de Woody Allen: els costums amorosos i sexuals, la solitud, l'absurd, la relació entre l'escriptor i la seva obra, la frontera borrosa entre la realitat i l'oníric.
El títol original Deconstructing Harry, es refereix a la noció filosòfica de desconstrucció.

## Repartiment
- Woody Allen: Harry Block
- Richard Benjamin: Ken
- Kirstie Alley: Joan
- Billy Crystal: Larry
- Judy Davis: Lucy
- Bob Balaban: Richard
- Elisabeth Shue: Fay
- Demi Moore: Helen
- Robin Williams: Mel
- Caroline Aaron: Doris
- Eric Bogosian: Burt
- Mariel Hemingway: Beth Kramer
- Julie Kavner: Grace
- Eric Lloyd: Hilly
- Tobey Maguire: Harvey Stern